# 203 Batalion Schutzmannschaft
203 Batalion Schutzmannschaft (niem. SchutzmannschaftsBtl 203) – batalion policyjny sformowany w dystrykcie lubelskim Generalnego Gubernatorstwa na przełomie 1942/1943.

## Historia
Batalion miał w założeniu stanowić siłę wspomagającą dla III batalionu 25 pułku niemieckiej policji porządkowej.
W okresie formowania jednostki wcielono do niej 300 wachmanów przeszkolonych w obozie szkoleniowym SS w Trawnikach. Później w szeregi batalionu werbowano Ukraińców z terenów Generalnego Gubernatorstwa. Między innymi pod koniec 1943 wcielono doń 50 ukraińskich kolaborantów stacjonujących dotychczas w Hostynnem.
Batalion stacjonował w Wólce Profeckiej. Tam też znajdował się jego ośrodek szkoleniowy.
Od sierpnia 1943 batalionem dowodził kpt. Hempel.
Batalion brał udział w operacji „Ostersegen”.